# Douro (servicio ferroviario)
El Douro fue un servicio ferroviario rápido de la empresa Caminhos de Ferro Portugueses, que unía las ciudades de Lisboa y Porto, en Portugal.

## Características
En 1984, esta composición se realizaba directamente entre las Estaciones de Lisboa-Santa Apolónia y Porto-Campanhã, con parada intermedia en Vila Nova de Gaia.
Solo contaba con plazas en primera clase, utilizando vagones salón, y disponía de un servicio de restaurante, bar y mini-bar.